# Ernst Herzfeld

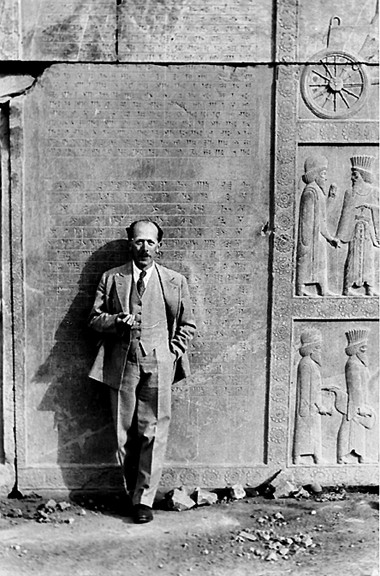
Ernst Herzfeld (1925)

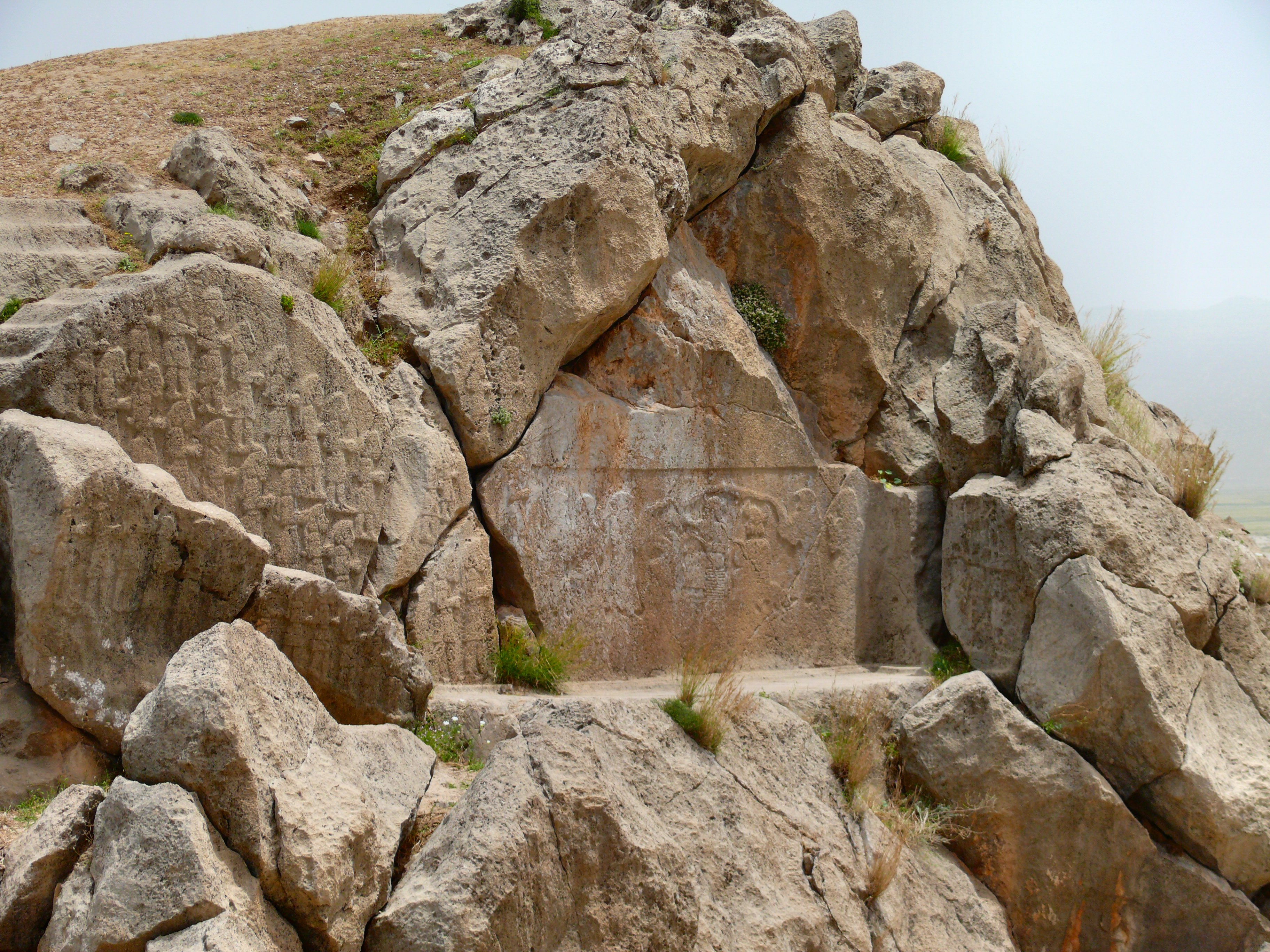
Felsrelief von Kurangun (Foto: 2009)

Ernst Emil Herzfeld (* 23. Juli 1879 in Celle; † 21. Januar 1948 in Basel) war ein deutscher Vorderasiatischer Archäologe, Altorientalist und Epigraphiker. Er war Mitbegründer der Vorderasiatischen und Islamischen Archäologie, Architektur- und Kunstgeschichte und Begründer der iranischen Archäologie.

## Leben

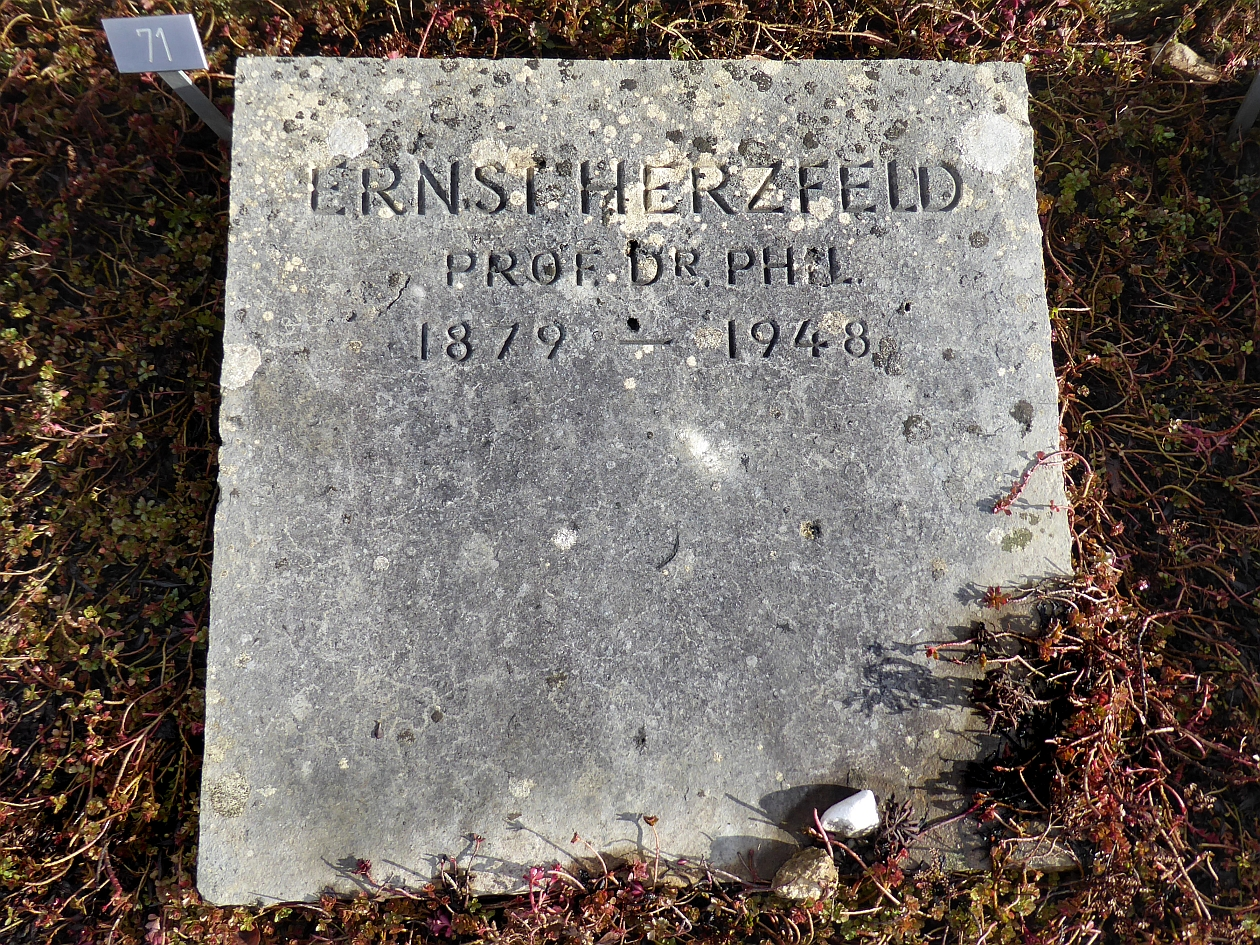
Grab auf dem Friedhof am Hörnli, Riehen, Basel-Stadt (Foto: 2018)

Ernst Herzfeld wurde als Sohn des preußischen Oberstabsarztes Joseph Herzfeld (1836–1916), der aus der Provinz Posen stammte, geboren. Seine Mutter war Margarethe Rosenthal (1853–1922).
Er besuchte zunächst das Domgymnasium in Verden (Aller) und das Joachimsthalsche Gymnasium in Berlin und absolvierte ein Jahr Militärdienst. Dann nahm er ein Studium der Architektur an der TH in Berlin (Charlottenburg) auf (mit Abschluss dort 1903). Anschließend folgten Studien der Altorientalistik und Kunstgeschichte an den Universitäten in München und Berlin.
Bereits 1903 bis 1906 wirkte er als Grabungsarchitekt bei dem Orientalisten Friedrich Delitzsch und Walter Andrae in Aššur. 1907 erfolgte dann seine Promotion bei Eduard Meyer und Reinhard Kekulé von Stradonitz mit der nur 32 Seiten umfassenden Dissertation Pasargadae. Aufnahmen und Untersuchungen zur persischen Archäologie (Tübingen 1907). Schon vor seiner Promotion unternahm er 1905/06 seine erste größere Orientreise nach Kurdistan, Luristan, Persepolis und Pasargadae. 1907/1908 reiste er zusammen mit Friedrich Sarre ins Zweistromland zwischen Euphrat und Tigris. Ihre vielseitigen Erkenntnisse mündeten in das vierbändige Werk Archäologische Reise im Euphrat- und Tigris-Gebiet (1911–1920).
Bereits 1909 erfolgte die Habilitation für Historische Geographie an der Friedrich-Wilhelms-Universität Berlin, anschließend lehrte Herzfeld dort als Privatdozent, wurde 1917 zum außerordentlichen Professor, 1918 dann zum Ordinarius für Archäologie des Orients ernannt. 1920 wurde er dort ordentlicher Professor für Landes- und Altertumskunde des Orients und Direktor des Seminars für Landes- und Altertumskunde des Orients.
Herzfeld widmete sich auf seinen zahlreichen Expeditionen fortan der historischen, topographischen und archäologischen Erforschung des Nahen Ostens und wurde vor allem durch die zusammen mit dem Kunsthistoriker Friedrich Sarre von 1911 bis 1914 durchgeführten Ausgrabungen in Samarra bekannt. Hier entdeckte er unter der arabischen Kulturschicht eine protohistorische Schicht. Nach ihr wurde dann eine gesamte Entwicklungsstufe der mesopotamischen Kultur benannt.
Herzfeld arbeitete 1928 sechs Monate lang in Pasargadae, unterstützt von Friedrich Krefter, der von da an lange Jahre sein Assistent war. 1931 bis 1934/35 leitete er die Ausgrabungen des Oriental Institute der University of Chicago in Persepolis.
Anfang 1935 kehrte Herzfeld von diesen Ausgrabungen auf seinen Lehrstuhl in Berlin zurück, wurde kurz darauf aber aufgrund der nationalsozialistischen Rassengesetze suspendiert, da seine Großeltern jüdischen Glaubens waren, und schied zwangsweise aus dem preußischen Universitätsdienst aus. Herzfeld kehrte von seiner nächsten Ausgrabungskampagne in Persepolis daher nicht mehr in seine Heimat Deutschland zurück, sondern emigrierte nach kurzem Aufenthalt in England in die USA. Im Jahre 1936 wurde Herzfeld, während er in London lebte, zum Professor am renommierten Institute for Advanced Study in Princeton ernannt, wo er bis zu seiner Emeritierung 1944 lehrte. Gleichzeitig übernahm er einen Lehrauftrag am Institute of Fine Arts der New York University.
Nach dem Zweiten Weltkrieg bereiste Herzfeld erneut den Nahen Osten. In Kairo erkrankte er Ende 1947 schwer und starb am 21. Januar 1948 in Basel. Er wurde auf dem Friedhof am Hörnli bestattet.
Herzfeld war u. a. Mitglied der Royal Asiatic Society, der British Academy, des Instituut Kern (Leiden), der Académie Arabe de Damas, der Medieval Academy of America und des Archaeological Survey of India.

## Werk
Obwohl viele von Herzfelds Thesen bereits von Zeitgenossen kritisiert wurden und heute als überholt gelten, erwarb er sich zugleich unbestreitbar große Verdienste um die Erforschung des Alten Orients.
Sein internationales Renommee gründete vor allem auf seinen umfassenden Sprachkenntnissen und seinen Erforschungen zahlreicher Ruinenstätten und seine Ausgrabungen, etwa von 1911 bis 1913 in Samarra und von 1931 bis 1934 der Residenz Persepolis. Seine Hauptforschungsgebiete umfassten orientalistisch-philologische, historische, archäologische und architektonische Studien, insbesondere zur Stein-, Kupfer- und Bronzezeit im Irak und in Iran, den Kulturen der Hethiter, Babylonier, Assyrer und Achämeniden. Daneben widmete er sich umfassend Problemen der parthischen und sasanidischen Archäologie, der Genesis der islamischen Kunst, der islamischen Architektur sowie der Epigraphik und Numismatik der achämenidischen, sassanidischen und islamischen Zeit.
Bis zum Jahre 1921 konzentrierte sich Herzfeld auf die Entstehung der islamischen Kunst und untersuchte deren Eigenart und Originalität; dabei betrachtete er wohl als Erster nicht nur die rein kunsthistorischen und formalen Aspekte. Vielmehr standen für ihn die historischen und ökologischen Bedingungen im Vordergrund, also das Verhältnis zwischen dem Menschen und seiner Umwelt. Zu seinen bedeutendsten Werken zählt dabei sein bis heute oft zitierter Aufsatz aus dem Jahre 1910, Die Genesis der islamischen Kunst und das Mshatta-Problem.
Herzfeld war „von den idealistischen Entgegnungen Riegels auf eine seinerzeit entwickelte materialistische Kunsttheorie“ stark beeinflusst.
So nahm er eine Art deterministische Position ein, der zufolge die eroberten Länder die ‚werdende Kunst des Islam‘ (so Herzfeld selbst) vorausgeahnt hätten. Seine Untersuchungen basierten allerdings auf nur wenigen Originalbefunden. Auch muss bedacht werden, dass zu seiner Zeit der Orient erst neu entdeckt wurde.
Herzfeld betrieb grundlegende und umfangreiche Feldforschungen in Kilikien, reiste 1908 nach Indien, Syrien (1908, 1910 und 1914), Paikuli und Kurdistan (1910, 1913 und 1923), in die Türkei und nach Iran (1916–1917) sowie Afghanistan (1924) und immer wieder nach Iran (1923–1935). Im Jahre 1908 konnte Herzfeld aufgrund der archäologischen und historischen Gegebenheiten der altpersischen Kunst nachweisen, dass die Darstellung der Skulpturen und der Palast zu Pasargadae der Zeit Kyros II. angehören. Auch alle anderen Denkmäler datierte er in diese Zeit.
1924 entdeckte Herzfeld hoch über dem Fahlian-Fluss das bedeutendste altelamische Felsbildwerk von Kurangun an der uralten Heerstraße Susa – Persepolis, die 330 v. Chr. Alexander der Große auf dem Weg nach Südiran benutzte. Das heute stark verwitterte Felsrelief, eine Kultstätte, befindet sich bei dem Dorf Setolan, zwischen Basht und Nurabad und wurde in das Gestein einer Bergkuppe gehauen. Es zeigt einen Zug von Andächtigen (Prozession), der allerdings nur fragmentarisch erhalten ist (datiert um 2000 v. Chr.)
1931 bis 1934 leitete Herzfeld für das Oriental Institute der University of Chicago, eine der wichtigsten Forschungsstätten für den Alten Orient, die bedeutenden Ausgrabungen in der achämenidischen Residenz Persepolis, die bereits europäische Reisende des 18. und 19. Jahrhunderts beschrieben hatten. Herzfeld war aber der erste, der hier systematisch die weitläufige Terrassenanlage erforscht hat.
Weniger umfangreiche Ausgrabungen leitete Herzfeld in Kilikien (Ayathekla und Korykos) (1907) und Pasargadae (1928). In Kurdistan entdeckte Herzfeld einige Felsgräber, die er medischen Fürsten zuschrieb.
Herzfeld hat sich auch mit den Urartäern und der Klassifizierung ihres Kunstschaffens beschäftigt. Er vertrat die Meinung, dass die urartäische Kunstfertigkeit von damals weltweiter Bedeutung gewesen sei. Herzfeld fand in der assyrischen Kunst, insbesondere der Metallurgie, zahlreiche dem Urartäischen verwandte Züge, die andere Wissenschaftler wie etwa der berühmte amerikanische Altertumsforscher Henri Frankfort (1897–1954) als assyrisch interpretierten. Für ihn war die urartäische Kunst nur eine provinzielle Abart der assyrischen Kunst.

## Nachlass
Der umfangreiche Nachlass (ca. 30.000 Dokumente, darunter Briefe, Tagebücher, Photoaufnahmen, Grabungstagebücher) von Ernst Herzfeld befindet sich seit 1946 im Archiv der Freer Gallery of Art, in Washington, DC. Dokumente befinden sich auch im Oriental Institute in Chicago, im Metropolitan Museum of New York und in Berlin. Das Archiv in der Freer Gallery umfasst unter anderem auch sämtliche Dokumente zu Herzfelds Ausgrabungen in Samarra, Pasargadae und Persepolis.

## Schriften
- Pasargadae. Untersuchungen zur persischen Archäologie. In: Klio. Bd. 8, 1908, S. 1–68 (online).
- Samarra. Aufnahmen und Untersuchungen zur islamischen Archäologie. Behrend & Co., Berlin 1907 (online).
- Eine Reise durch Lūristān, Arabistān und Fārs. In: Dr. A. Petermann’s Mitteilungen aus Justus Perthes' Geographischer Anstalt. Bd. 53, 1907, ZDB-ID 205966-6, S. 49–63 und S. 73–90.
- mit Friedrich Sarre: Iranische Felsreliefs. Aufnahmen und Untersuchungen von Denkmälern aus alt- und mittelpersischer Zeit. 2 Bände. Wasmuth, Berlin 1910.
- mit Friedrich Sarre: Archäologische Reise im Euphrat- und Tigris-Gebiet (= Forschungen zur islamischen Kunst. Bd. 1, 1–4, ZDB-ID 538766-8). 4 Bände. Reimer, Berlin 1911–1920.
- Erster vorläufiger Bericht über die Ausgrabungen von Samarra. Herausgegeben von der General-Verwaltung der Königlichen Museen. Mit einem Vorwort von Friedrich Sarre. Dietrich Reimer, Berlin 1912.
- Am Tor von Asien. Felsdenkmale aus Irans Heldenzeit. Dietrich Reimer u. a., Berlin 1920.
- Der Wandschmuck der Bauten von Samarra und seine Ornamentik (= Forschungen zur islamischen Kunst. Bd. 2, 1 = Die Ausgrabungen von Samarra. Bd. 1). Dietrich Reimer, Berlin 1923.
- Paikuli. Monument and Inscription of the Early History of the Sasanian Empire (= Forschungen zur Islamischen Kunst. Bd. 3, 1–2). 2 Bände. Dietrich Reimer u. a., Berlin 1924.
- Die Malereien von Samarra (= Forschungen zur Islamischen Kunst. Bd. 2, 3 = Die Ausgrabungen von Samarra. Bd. 3, hrsg. von F. Sarre). Dietrich Reimer, Berlin 1927.
- Die vorgeschichtlichen Töpfereien von Samarra (= Forschungen zur islamischen Kunst. Bd. 2, 5 = Die Ausgrabungen von Samarra. Bd. 5). Dietrich Reimer, Berlin 1930.
- mit Samuel Guyer: Meriamlik und Korykos. Zwei christliche Ruinenstätten des rauhen Kilikiens (= Monumenta Asiae Minoris antiqua. Bd. 2 = Publications of the American Society for Archaeological Research in Asia Minor. Bd. 2, ZDB-ID 972862-4). Longmans, Green & Co, London u. a. 1930.
- A New Inscription of Xerxes from Persepolis (= Studies in Ancient Oriental Civilization. Bd. 5, ISSN 0081-7554). University of Chicago Press, Chicago IL 1932 (online).
- als Herausgeber: Iranische Denkmäler. Reihe 1: Vorgeschichtliche Denkmäler. Dietrich Reimer, Berlin 1932–1933;
  - Lieferung 1 = Band A: Steinzeitlicher Hügel bei Persepolis. Teil 1. 1932;
  - Lieferung 2 = Band A: Steinzeitlicher Hügel bei Persepolis. Teil 2. 1932;
  - Lieferung 3/4 = Band B: Niphauanda. Teil 1. 1933.
- Archaeological history of Iran (= The Schweich Lectures of the British Academy. 1934, ZDB-ID 796736-6). Milford, London 1935.
- Altpersische Inschriften (= Archäologische Mitteilungen aus Iran. Ergänzungsband 1). Dietrich Reimer, Berlin 1938.
- Iran in the Ancient East. Archaeological studies presented in the Lowell Lectures at Boston. Oxford University Press, London / New York 1941 (Nachdruck: Hacker, New York NY 1988, ISBN 0-87817-308-0).
- Zoroaster and his world. 2 Bände. Princeton University Press, Princeton NJ 1947 (Nachdruck: Octagon Books, New York NY 1974).
- Geschichte der Stadt Samarra (= Forschungen zur islamischen Kunst. Bd. 2, 6 = Die Ausgrabungen von Samarra. Bd. 6). Eckhardt & Messtorff, Hamburg 1948.
- The Persian Empire. Studies in Geography and Ethnography of the Ancient Near East. Aus dem Nachlaß herausgegeben von Gerold Walser. Steiner, Wiesbaden 1968.